# HD1
HD1 é um corpo celeste candidato a galáxia que está a cerca de 13,5 bilhões de anos-luz de distância da Terra. Foi encontrado em 2022 e quebrou o recorde de objeto astronômico mais distante já visto desde então. HD1 tem  desvio para o vermelho espectroscópico de z = 13,27, o que corresponde a uma distância adequada de aproximadamente 33,4 bilhões de anos-luz (10,2 bilhões de parsecs). HD1 foi determinado ter surgido cerca de 330 milhões de anos após o Big Bang.
Outra galáxia similar, a HD2, foi determinado ser quase tão distante quanto a HD1.

## Hipóteses
HD1 pode estar formando as primeiras estrelas do universo (estrelas da População III). Alternativamente, HD1 pode conter um buraco negro supermassivo com cerca de 100 milhões de vezes a massa do sol.